# ダイシンボルガード
ダイシンボルガードとは日本の競走馬。第36回東京優駿（日本ダービー）優勝馬である。

## 略歴

### ダービー制覇前
1968年9月22日にデビューして4着となった。3戦目に初勝利を挙げると4戦目の特別戦も勝ち、2歳シーズンを4戦2勝で終えた。
翌年（1969年）は特別戦に出走して2着となった後、特別戦・オープン戦を連勝しクラシック出走権を確保した。クラシック初戦の皐月賞では4番人気で23頭中14着に敗れた。続くNHK杯は4着（3番人気）で第36回東京優駿（日本ダービー）を迎える。

### 第36回東京優駿
1969年5月25日、東京競馬場で行われた第36回東京優駿は不良馬場のなか28頭立てで行われた。皐月賞優勝馬のワイルドモアが骨折により出走を回避したため混戦模様となり、単勝1番人気はタカツバキ、2番人気は皐月賞2着馬ギヤロツプ、3番人気は朝日杯3歳ステークス優勝馬ミノルで、ダイシンボルガードは6番人気であった。
このレースは事故や珍事が重なった。まずスタート直後に1番人気のタカツバキが転倒して騎手の嶋田功が落馬し競走中止となった。さらにゴール前の直線ではハクエイホウをダイシンボルガードとミノルが追い、3頭での激しい叩き合いとなったが、ダイシンボルガードの担当厩務員の石田健一が「俺の馬だ」と叫びながら係員の制止を振り切ってレース中のコースに乱入する騒ぎが起こった（競走中の同馬とパドック用のメンコを振る石田が一緒に写った写真が残っている）。結局ダイシンボルガードがミノルにクビ差で勝利した。石田の行動に対し観客席からは拍手が起き、競馬マスコミも好意的であったが、レース後石田は厳重注意処分（実際には戒告であった）を受け、この件は公式記録の制裁欄にも記載された。
騎手を務めた大崎昭一はこのとき24歳で、当時としては戦後最年少のダービージョッキーとなった（現在は1971年にヒカルイマイで東京優駿を制した田島良保騎手の23歳に次ぐ記録）。またレース後には競馬ファンの手により胴上げされたが、レース後に胴上げされたのは大崎が初である。

### ダービー制覇後
その後は菊花賞は15着と振るわず、天皇賞（秋）3着・有馬記念3着2回と健闘したが、結局、東京優駿以降はダイヤモンドステークスとオープン戦で2勝を挙げるに止まった。
1971年シーズンで引退した後、種牡馬となった。種付数には恵まれず、中央競馬で活躍する産駒も現れなかったが、1986年に死ぬまで種牡馬生活を続けた。

## 血統表
| ダイシンボルガードの血統（フェアトライアル系（フェアウェイ系）/Gainsborough5×4×4=12.50%、Fairway(Pharos)4×5=9.38%） | ダイシンボルガードの血統（フェアトライアル系（フェアウェイ系）/Gainsborough5×4×4=12.50%、Fairway(Pharos)4×5=9.38%） | ダイシンボルガードの血統（フェアトライアル系（フェアウェイ系）/Gainsborough5×4×4=12.50%、Fairway(Pharos)4×5=9.38%） | （血統表の出典）  | （血統表の出典）  |
| 父 *イーグル Eagle 1958 黒鹿毛                                                                                      | 父の父Court Martial 1942 栗毛                                                                                       | Fair Trial | Fairway           | Fairway           |
| 父 *イーグル Eagle 1958 黒鹿毛                                                                                      | 父の父Court Martial 1942 栗毛                                                                                       | Fair Trial | Lady Juror        |                   |
| 父 *イーグル Eagle 1958 黒鹿毛                                                                                      | 父の父Court Martial 1942 栗毛                                                                                       | Instantaneous | Hurry On          | Hurry On          |
| 父 *イーグル Eagle 1958 黒鹿毛                                                                                      | 父の父Court Martial 1942 栗毛                                                                                       | Instantaneous | Picture           |                   |
| 父 *イーグル Eagle 1958 黒鹿毛                                                                                      | 父の母Ark Royal 1952                                                                                                | Straight Deal | Solario           | Solario           |
| 父 *イーグル Eagle 1958 黒鹿毛                                                                                      | 父の母Ark Royal 1952                                                                                                | Straight Deal | Good Deal         |                   |
| 父 *イーグル Eagle 1958 黒鹿毛                                                                                      | 父の母Ark Royal 1952                                                                                                | Felucca | Nearco            | Nearco            |
| 父 *イーグル Eagle 1958 黒鹿毛                                                                                      | 父の母Ark Royal 1952                                                                                                | Felucca | Felsetta          |                   |
| 母 ワカザクラ 1947 栗毛                                                                                             | 母の父クモハタ 1936 栗毛                                                                                            | *トウルヌソル | Gainsborough      | Gainsborough      |
| 母 ワカザクラ 1947 栗毛                                                                                             | 母の父クモハタ 1936 栗毛                                                                                            | *トウルヌソル | Soliste           |                   |
| 母 ワカザクラ 1947 栗毛                                                                                             | 母の父クモハタ 1936 栗毛                                                                                            | *星旗 | Gnome             | Gnome             |
| 母 ワカザクラ 1947 栗毛                                                                                             | 母の父クモハタ 1936 栗毛                                                                                            | *星旗 | Tuscan Maiden     |                   |
| 母 ワカザクラ 1947 栗毛                                                                                             | 母の母アイシンミンドア 1938 栗毛                                                                                    | *ミンドアー | Spearmint         | Spearmint         |
| 母 ワカザクラ 1947 栗毛                                                                                             | 母の母アイシンミンドア 1938 栗毛                                                                                    | *ミンドアー | Lady Orb          |                   |
| 母 ワカザクラ 1947 栗毛                                                                                             | 母の母アイシンミンドア 1938 栗毛                                                                                    | アイシンパレイド | *クラツクマンナン | *クラツクマンナン |
| 母 ワカザクラ 1947 栗毛                                                                                             | 母の母アイシンミンドア 1938 栗毛                                                                                    | アイシンパレイド | *クイーン F-No.39 |                   |